# Абайдулліна Емма Валеріанівна
Емма Валеріанівна Абайдулліна (рос. Абайдуллина Эмма Валериановна; (15 травня 1941, Свердловськ — 18 червня 2024, Москва) — радянська і російська журналістка, кіноредакторка. Третя дружина режисера Ельдара Рязанова.

## Життєпис
Емма Абайдулліна народилася 15 травня 1941 року в Свердловську. Після закінчення школи вивчала журналістику. Працювала у Свердловську кореспонденткою та редакторкою місцевого кіноцентру. Перший чоловік Емми Абайдулліної Валерій Бердюгін був художником-конструктором. У цьому шлюбі народилися сини Олег (нар. 1964) та Ігор (нар. 1966). Через кілька років перший шлюб Емми Абайдулліна дав тріщину, вона розлучилася з чоловіком, та разом з дітьми переїхала в Москву, де почала працювати кореспонденткою в Бюро пропаганди кіномистецтва.
У 1985 році Емма Валеріанівна познайомилася з радянським композитором Павлом Аедоницьким. Він був на 19 років старшим за Емму Валеріанівну. Шлюб тривав півроку і розпався.
З Ельдаром Рязановим, своїм майбутнім чоловіком, познайомилася 1987 року під час Московського кінофестивалю, брала у нього інтерв'ю. Вийшла заміж в 1995 році, через рік після смерті другої дружини режисера. Не працює і займається справами чоловіка — допомагає редагувати статті та сценарії.
Знялася в епізоді фільму «Карнавальна ніч 2, або 50 років потому» (2006, телефільм-мюзикл, Росія).
Померла 18 червня 2024 року у Москві.

## Громадянська позиція
У березні 2014 року разом з понад 200 іншими російськими кінематографістами актриса підписалась під зверненням до українських колег зі словами підтримки і запевненнями, що вони не вірять офіційній пропаганді Кремля, яку поширюють провладні ЗМІ та проти російської військової інтервенції в Україну.